# لوثر باتريك
لوثر باتريك (بالإنجليزية: Luther Patrick)‏ هو محامي وسياسي أمريكي، ولد في 23 يناير 1894 في ديكاتور في الولايات المتحدة، وتوفي في 26 مايو 1957 في برمنغهام في الولايات المتحدة. حزبياً، نشط في الحزب الديمقراطي. وقد انتخب عضو مجلس النواب الأمريكي.